# Alcañiz
Alcañiz est une commune de la province de Teruel dans la communauté autonome d'Aragon en Espagne. Elle est le chef-lieu de la comarque de Bajo Aragón. C'est la deuxième ville de la province après Teruel.

## Géographie

### Localisation
Alcañiz se trouve sur les rives du Guadalope, un affluent de l'Èbre. La ville est située à 149 km de Teruel et à 105 km de Saragosse (en aragonais et en castillan : Zaragoza).

## Histoire

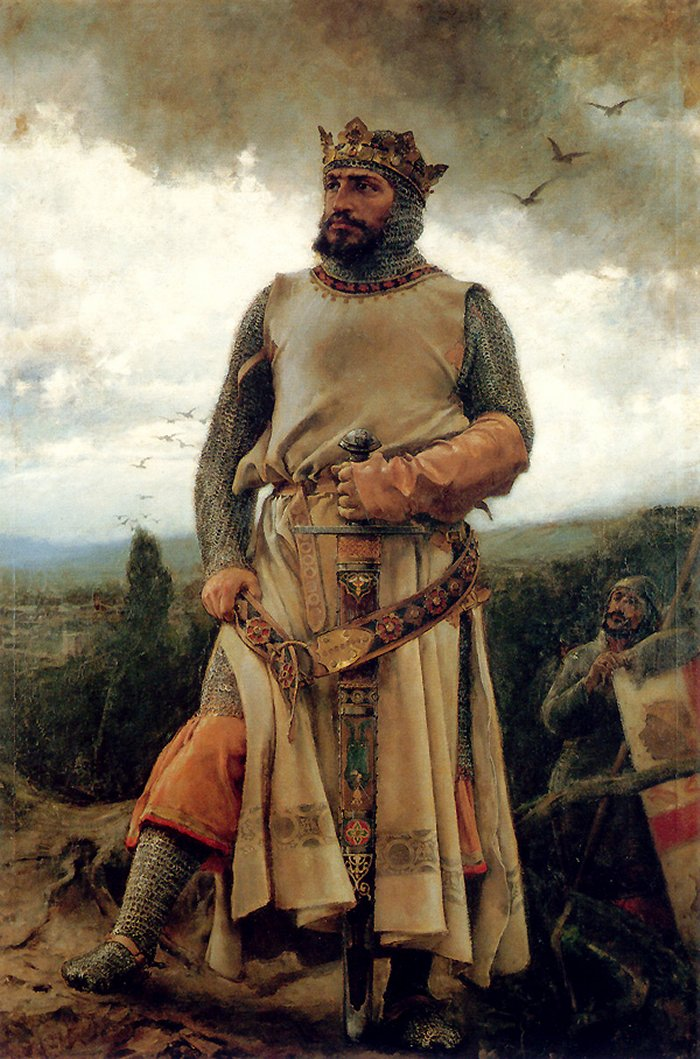
Alphonse Ier le Batailleur par Francisco Pradilla y Ortiz (1879).

L'établissement de la population vivant à Alcañiz remonte à la conquête musulmane de la péninsule Ibérique. Lors de la Reconquista en français : « Reconquête », les troupes chrétiennes d'Alphonse Ier d'Aragon conquièrent la ville en 1119, mais elle est reprise par les Maures. Reconquise par le comte Raimond-Bérenger IV de Barcelone en 1157, puis à nouveau perdue, elle est finalement reprise par Alphonse II d'Aragon. Ce dernier décerne à la ville, en 1179, le premier ordre militaire espagnol : l'Ordre de Calatrava, dont l'emblème est une croix fleur-de-lysée de gueules.
Le 23 mai 1809, pendant la guerre d'indépendance espagnole, a lieu la bataille d'Alcañiz entre les forces espagnoles menées par Joaquín Blake y Joyes et les troupes françaises commandées par Louis-Gabriel Suchet. Ce dernier, vainqueur, crée une division administrative territoriale d'Aragon, la province d'Alcañiz dont Alcañiz devient le chef-lieu. Cette province éphémère unifie brièvement la région historique du Bas-Aragon. Cependant, Alcañiz, contournée, en 1833, lors de la division territoriale de l'Espagne, tente vainement de recréer la province d'Alcañiz.

## Démographie
La commune comptait 15 130 habitants en 2009.

## Patrimoine
La ville était défendue par un château fort partiellement en ruine mais qui, cependant, la protégeait efficacement.

## Tradition
Alcañiz est l'une des neuf localités qui font partie de la Route du tambour et de la grosse caisse.

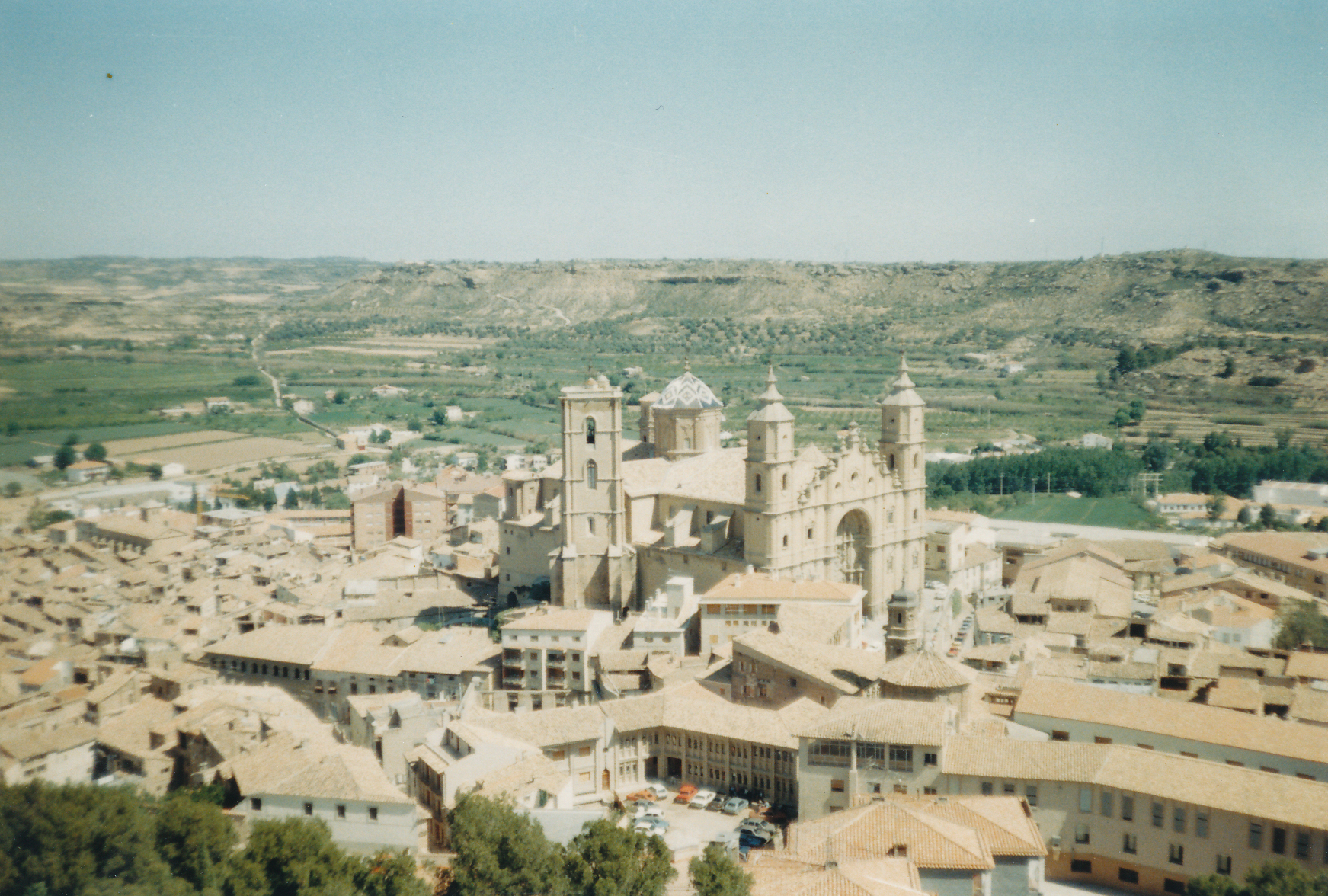
Alcañiz, 1989
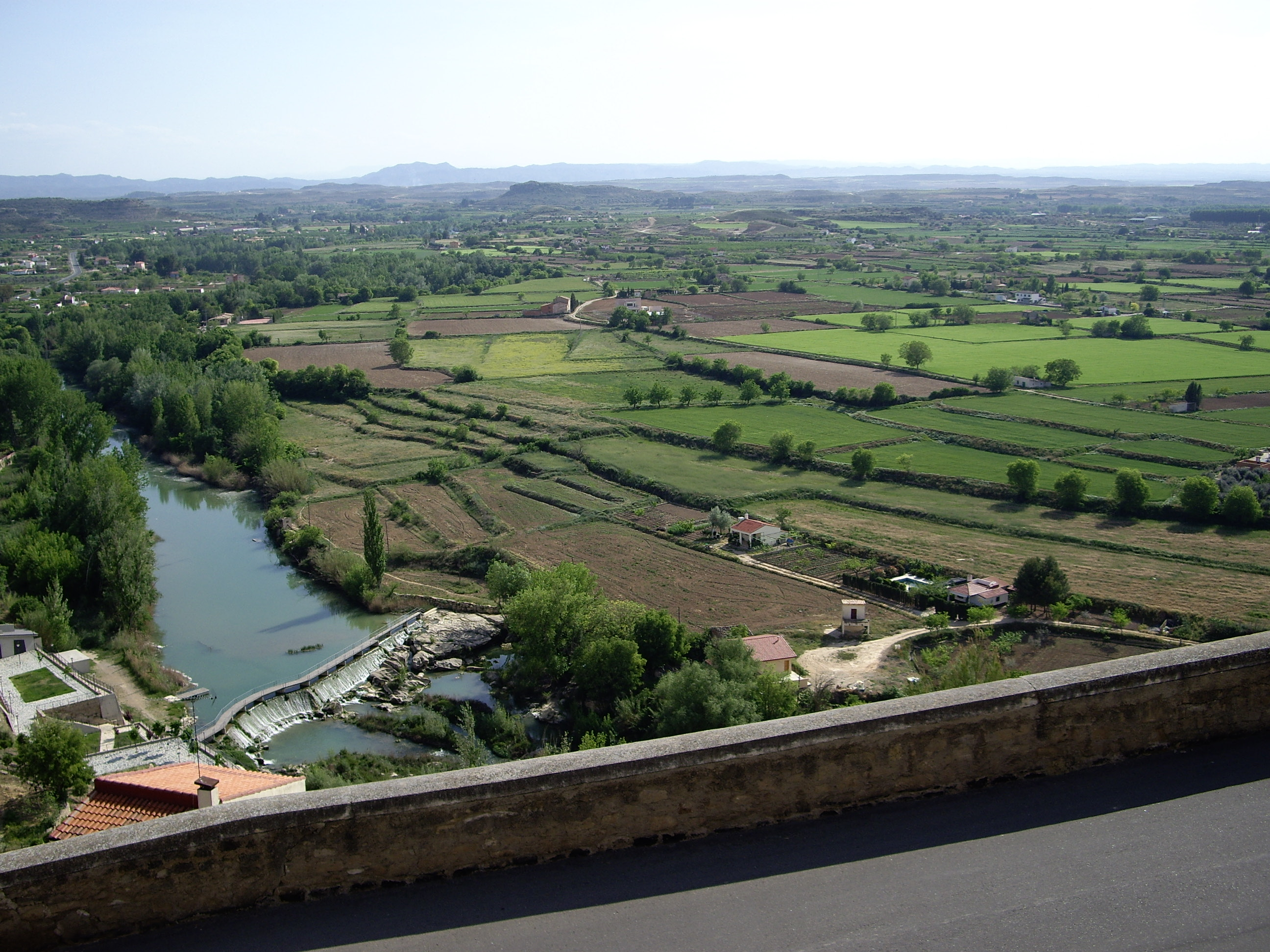
La rivière Guadalope vue depuis Alcañiz, 2006
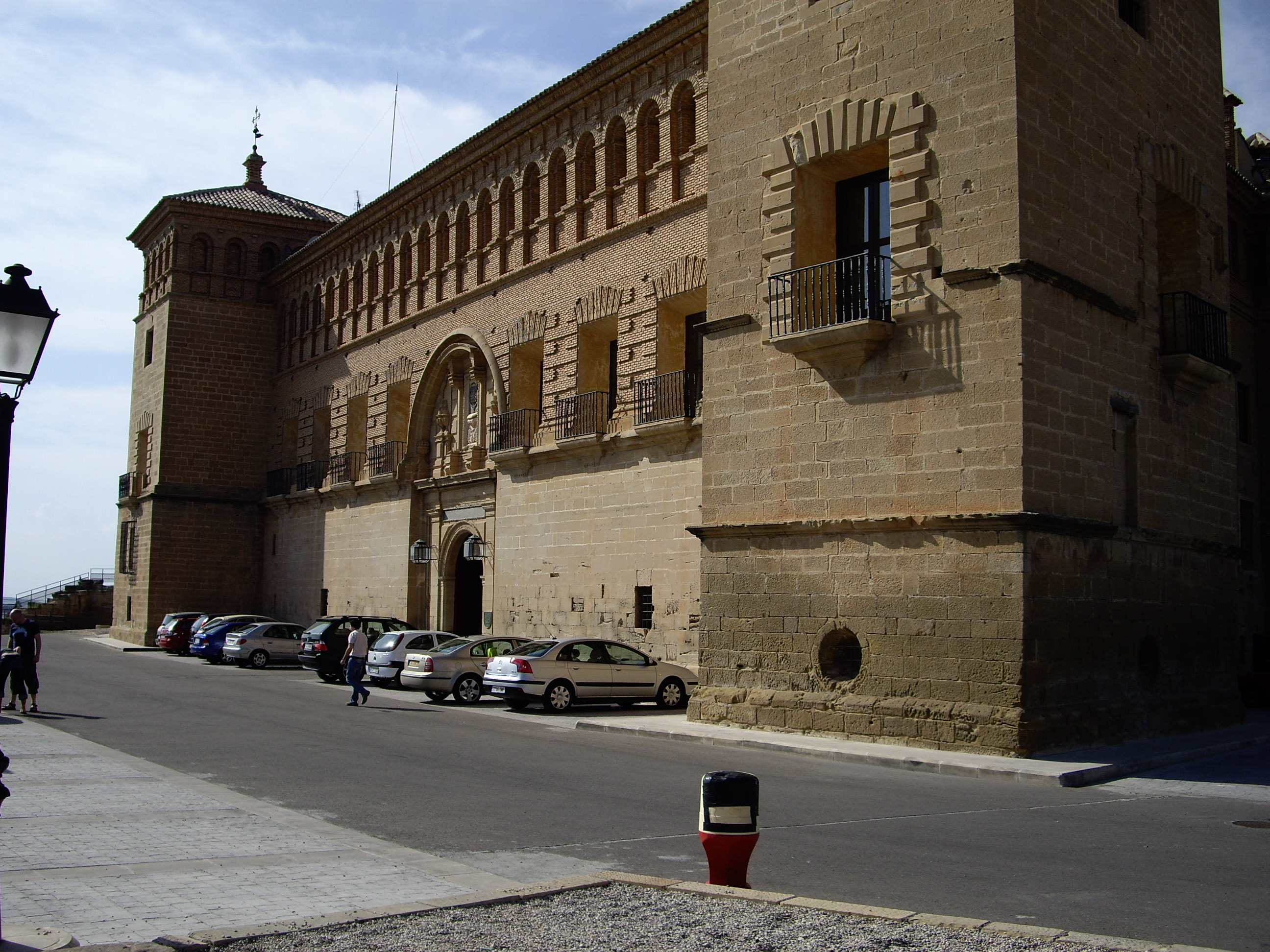
Le château d'Alcañiz, 2006

## Personnalités liées à la commune
- Concepción Gimeno de Flaquer (1850-1919), écrivaine[2];
- Silvia Meseguer (1989-), joueuse de football.

### Sources
- (en) Cet article est partiellement ou en totalité issu de l’article de Wikipédia en anglais intitulé « Alcañiz » (voir la liste des auteurs).